# Duiliu Marcu
Duiliu Marcu (n. 25 martie 1885, Calafat, Dolj, România – d. 9 martie 1966, București, România) a fost un arhitect român, membru titular (din 1955) al Academiei Române, președinte de onoare a Uniunii arhitecților din România.

## Biografie
Opera sa îmbină tradiția arhitecturii naționale cu formele arhitecturii contemporane. A studiat la Școala de Arte Frumoase din Paris. A participat la construcția Universității din București, alături de arhitectul Nicolae Ghica-Budești (1912 - 1913). A elaborat o serie de studii de sistematizare, precum cel pentru Piața Victoriei din București. A fost profesor la Institutul de arhitectură „Ion Mincu”.

## Clădiri proiectate
Printre clădirile proiectate de Duiliu Marcu se numără:
- Politehnica din Timișoara, 1920-1923
- Opera Națională Română din Timișoara, versiunea nouă, 1923-1928
- Piața Unirii, Oradea, (amenajări interioare, lămpi, garduri), 1926
- Palatul CFR, 1934-1937
- Palatul Monopolurilor de Stat, 1934-1941
- Piața Av. Stan Săraru, Buzău, 31.07.1934-20.04.1935
- Hotelul Athenée Palace, 1935-1937 (renovarea și extinderea corpului existent)
- Clădirea Biblioteca Academiei Române, 1936-1938
- Clădirea Academiei Militare, 1937-1939
- Palatul Victoria, 1937-1944

## Distincții
- Semnul Onorific „Răsplata Muncii pentru 25 ani în Serviciul Statului” (13 octombrie 1941)[4]
- Ordinul Muncii clasa I (21 august 1954) „pentru merite deosebite pe tărîmul construcției de stat, economice, sociale și culturale, cu ocazia celei de a zecea aniversări a eliberării patriei noastre”[5]
- Ordinul „Steaua Republicii Populare Romîne” clasa a III-a (12 august 1959) „pentru activitate rodnică în dezvoltarea științei și culturii din Republica Populară Romînă”[6]